# Салдабађу Мик (Бихор)
Салдабађу Мик (рум. Săldăbagiu Mic) насеље је у Румунији у округу Бихор у општини Капална. Oпштина се налази на надморској висини од 171 m.

## Становништво
Према подацима из 2002. године у насељу је живело 541 становника, од којих су сви румунске националности.